# Acinodendron hyemale
Acinodendron hyemale là một loài thực vật có hoa trong họ Mua. Loài này được (A. St.-Hil. & Naudin) Kuntze mô tả khoa học đầu tiên năm 1891.